# Jasak
Jasák (mongolsko засаг, zasag, tatarsko ясак, jasak, rusko  яса́к, jasа́k) je turška beseda, ki pomeni davek. V Carski Rusiji je pomenila davek, ki so ga plačevala domorodna sibirska ljudstva.

## Izvor
Jasak je bil prvotno davek v naravi, ki so ga pobirali od domorodnih, praviloma ne turških, prebivalcev Zlate horde. Beseda jasak je ruska različica besede qazak, ki ima dva pomena.
Prvi pomen je  "tisto, kar moraš narediti" in izvira iz Džingiskanove zakonodaje.
Drugi pomen je "vojaška enota desetih mož", ki je bila najmanjša v mongolski vojski, in je tudi pobirala desetino dobička v korist Zlate horde. Njeno ime je postalo sopomenka za davek, ki ga je pobirala.
Uvedba pojma jasak v Moskovski veliki kneževini je časovno zelo nejasna. Zgleda, da je davek nasledila od Kazanskega in Astrahanskega kanata, nasledstvenih držav Zlate horde, ki jo je v 1550. letih podjarmil car Ivan IV. Grozni. Osvojena ozemlja so bila naseljena z različnimi nekrščanskimi ljudstvi, ki so plačevala jasak v naravi ali gotovini. 
Francoski izvedenec za evrazijsko zgodovino Renee Grousset je sledil zgodovino jasaka v obdobje Stepskega cesarstva in moralnega zakonika, ki ga je uvedel Džingiskan v svoji hordi. Mongolske horde so plačevale jasak do obdobja, ko so prišle pod vpliv budizma (Mongolija, Kitajska) in islama (Zlata horda, Perzija, Centralna Azija). 
Najstarejša omemba jasaka je v pismu nogajskega kana Ismaila carju Ivanu IV. leta 1559, tri leta po Ivanovi osvojitvi delte Volge in Astrahana. Meja med državama takrat še ni bila določena, zato se je Ismail pritoževal, da Ivanovi pobiralci davkov pobirajo jasak v "žitu z njihovih kmetij in ribah, ki jih ulovijo ribiči"  od podložnikov, ki jih je štel za svoje.

## Značilnosti
Jasak je bil z ruskim osvajanjem Sibirije v 17. stoletju postopoma uveden tudi v severni Aziji. Carjevi odnosi z domorodnimi ljudstvi so temeljili na načelih  quid pro quo, se pravi na blagovni menjavi. Letno dostavo jasaka domačih predstavnikov predstavnikom oblasti je običajno spremljala državno sponzorirana pogostitev in razdelitev carjevih daril domačinom. Med slednja so spadali tobak, kresilni kamen, noži, sekire in drugo uporabno orodje. Nekatera ljudstva, predvsem na Daljnem vzhodu so zelo cenila raznobarvne koralde. Lokalni vojevoda je plačevalce jasaka ponekod oskrboval tudi z ribjim oljem.
Če car ni  izročil ustrezne odškodnine ali so se njegova darila ocenila kot nezadostna ali preveč cenena, je med plačevalci jasaka izzval nezadovoljstvo. Poročilo iz 17. stoletja ne omenja samo tega, da so pobiralce jasaka pretepli, ampak so  tudi "razmetali carjeva darila, jih vezali na pasje vratove in pometali v ogenj. Jasak so plačali brez spoštovanja, ga pometali po tleh in ga brcali, nas pa so, vaše podložnike, zmerjali s podleži". Spori so včasih prerasli v oborožene upore proti carski oblasti.
Carjevi uradniki so v tem nemirnem obdobju poskušali pretvoriti jasak iz blagovne menjave v reden fiksen davek. Proces ni bil enostaven in je trajal nekaj stoletij. Na številnih obmejnih ozemljih je bilo "redno obdarovanje lokalnih vladarjev edini način, ki je zagotavljal sodelovanje domačinov". V porečju Volge je bil jasak nadomeščen  rednim davkom v 1720. letih, v večjem delu Sibirija pa šele leta 1822. Simbolična oblika jasaka se je med Jakuti, Evenki in Čukči v vzhodni Sibiriji ohranila do ruske revolucije leta 1917.

## Pobiranje jasaka
Postopek pobiranja davka ni bil strogo določen in se je od ljudstva do ljudstva zelo razlikoval. Osnova za odmero davka je bil popis prebivalstva. Samo iz 17. stoletja je ohranjenih več kot 1.700 knjig s seznami davkoplačevalcev. Od vseh moških davkoplačevalcev, starih 18 do 50 let, se je pričakovala prisega zvestobe ruskemu carju (šert). 
Večina prebivalcev Sibirije je plačevala davek na hišnem pragu. Jakuti so plačevali davek po številu govedi, Baškirci pa po velikosti zemljišč.  Jasak je bil plačljiv s krznom soboljev, rdečih lisic, bobrov in kun, v izjemnih primerih tudi z govedom. Višina davka je bila odvisna od obsega ruskega trgovanja s krznom z Zahodno Evropo.
V obdobju Moskovske velike kneževine je bil za pobiranja davka odgovoren Sibirski prikaz. Leta 1727 je bil objavljen odlok, da se jasak lahko plača tudi v gotovini.  Kasneje se je izkazalo, da je gotovina za državo manj dobičkonosna od blaga, zato so o dvanajstih letih odlok preklicali. Kabinet ministrov je odločil, da se mora "jasak plačati v sobolji, če soboljev ni, pa z drugim krznom". 
Katarina Velika je reformirala pobiranje jasaka z ustanovitvijo več "komisij za jasak" z glavnim uradom v Tobolsku. Leta 1827 sta bili za pobiranja jasaka določeni dve glavni komisiji, ena v vzhodni in druga v zahodni Sibiriji. Njuno delovanje je določal poseben statut.

## Vira
- Brockhaus and Efron Encyclopedic Dictionary (1906) (v ruščini).
- Forsyth, James. A History of the Peoples of Siberia: Russia's North Asian Colony, 1581-1990. Cambridge University Press, 1992.